# Osterbachtal bei Reinsfeld
Das Naturschutzgebiet Osterbachtal bei Reinsfeld liegt auf dem Gebiet des Landkreises Trier-Saarburg in Rheinland-Pfalz. Das etwa 24,0 ha große Gebiet, das mit Verordnung vom 26. Juli 1999 unter Naturschutz gestellt wurde, erstreckt sich auf dem Gebiet der Ortsgemeinde Reinsfeld östlich und südlich von Reinsfeld entlang des Osterbaches, eines linken Zuflusses der Wadrill, zu beiden Seiten der Landesstraße L 148. Am südlichen Rand des Gebietes verläuft die B 407 und östlich die B 52. Als Schutzzweck wird „die Erhaltung, Wiederherstellung und Entwicklung des für die Hunsrück-Hochfläche typischen, weitgehend noch naturnahen Osterbachtales“ angegeben.